# Hedeoma dentata
Hedeoma dentata är en kransblommig växtart som beskrevs av John Torrey. Hedeoma dentata ingår i släktet Hedeoma och familjen kransblommiga växter. Inga underarter finns listade i Catalogue of Life.